# وسام الكوكب الدري (زنجبار)

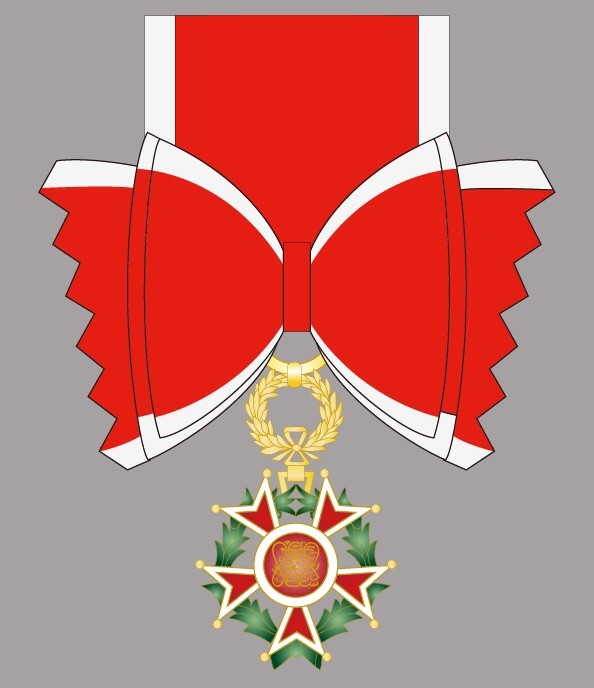

وسام الكوكب الدري هو وسام زنجباري أنشأه السلطان ماجد بن سعيد البوسعيدي سنة 1865، وكان يمنحه سلطان زنجبار لمن يسدون خدمات جليلة، ثم صار ـ منذ أنشئ وسام الاستقلال سنة 1963 ـ مقصورًا على من يسدون خدمات جليلة للسلطان أو خلفائه أو سواهم من أفراد الأسرة السلطانية.
كان الوسام عند إنشائه من درجتين: الأولى تُمنح لرؤساء الدول الأجنبية، والثانية تقسم إلى خمس طبقات، أما الآن فلا تُمنح منه إلا الدرجة الثانية.

## معرض صور

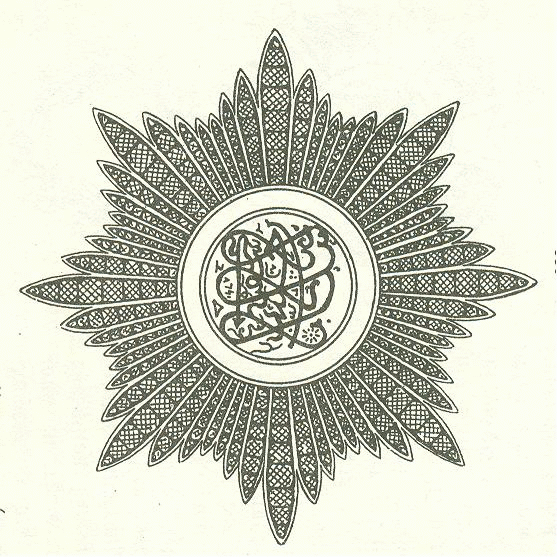
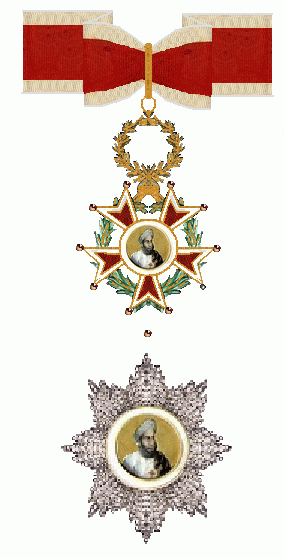
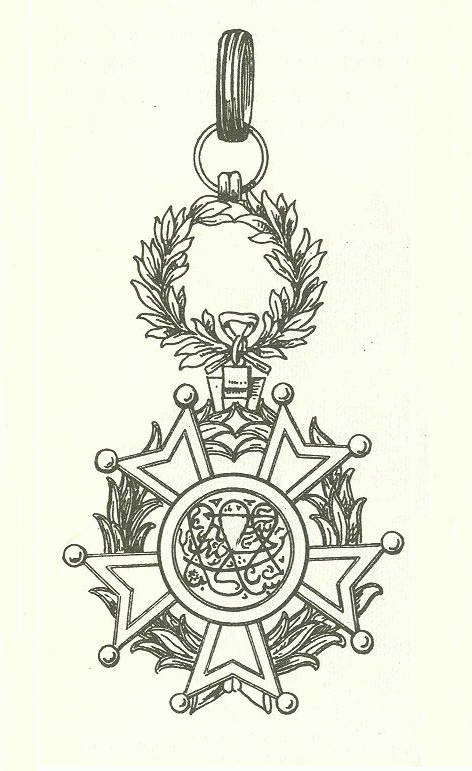

## مشاهير حصلوا على الوسام
- آغا خان الرابع[1]
- الخديو إسماعيل[2]
- الأمير فيليب دوق إدنبرة[3]
- الأميرة مارجريت كونتيسة سنودون[4]